# Craig Victory
Craig Victory, född den 3 februari 1980 i Adelaide, Australien, är en australisk landhockeyspelare.
Han tog OS-brons i herrarnas landhockeyturnering i samband med de olympiska landhockeytävlingarna 2000 i Sydney.